# Yi Sang-hwa
Yi Sang-hwa (Hangul: 이상화) (1901-1943) fue un poeta nacionalista coreano que se resistió activamente contra la dominación japonesa.

## Biografía
Yi Sang-hwa, que a veces publicó bajo el nombre de Muryang y Baega, nació el 5 de abril de 1901 en Daegu, Corea. Se graduó en la Escuela de Bachillerato Jungdong en Seúl. Después fue a Japón, donde estudió Literatura francesa. En 1922 regresó a Corea y enseñó inglés y francés en una escuela de bachillerato de Seúl. Su reputación de joven y talentoso poeta aumentó después de componer el poema titulado "¿Vendrá la primavera a estas tierras que nos han quitado?", que publicó en 1926 en la revista Kaebyuk. El contenido de la edición hizo que la revista fuera suspendida por las autoridades japonesas. Trabajó como profesor en la Escuela Kyonam y fue director del periódico Choson Ilbo de Daegu.
Participó en el Movimiento por la Independencia del 1 de marzo de 1919 en Daegu, que buscaba restaurar la soberanía de Corea. En 1921, preparándose para estudiar en Francia, fue a Japón para estudiar Lengua y literatura francesa, pero volvió a Corea después del Gran Terremoto de Kanto. A principio de los años veinte se unió al círculo Baekjo, junto con Hong Sayong, Park Jonghwa, Park Yeonghui, Kim Gijin y otros, y empezó su carrera en la poesía con la publicación de los poemas "Alegría de la época corrupta" (Malseui huitan), "Muerte doble" (Ijungui samang) y "Hacia mi dormitorio" (Naui chimsillo) en la revista Antorcha (Geohwa).
Creó el grupo de estudio de literatura Paskyula con Kim Gijin y otros, y en agosto de 1925 contribuyó a la creación de la Federación de Artistas de Proletariado de Corea, conocida con la sigla KAPF (Joseon Peurolletaria Yesulga Dongmaeng). Al año siguiente se convirtió en editor de la revista de KAPF. En 1937 fue a Mangyeong para ver a su hermano mayor, el General Lee Sangjeong, pero fue detenido al volver a Corea y encarcelado por cuatro meses. Después de ser puesto en libertad, fue profesor en la Escuela Kyonam en Daegu durante un tiempo, antes de dedicarse a leer y estudiar para traducir al inglés "La historia  de Chunhyang" (Chunhyangjeon).
Falleció el 25 de abril de 1943 y se alzó un monumento en su memoria en el parque Dalseong de Daegu.

## Obra
El verso poético de Yi Sang-hwa tiene uno de los estilos más distintivos de toda la literatura coreana. Como miembro del círculo literario Baekjo, creado por un grupo de poetas románticos, sus primeros poemas tienen elementos prosísticos y describen un mundo de sensibilidades decadentes y narcisistas. En su poema de debut "Hacia mi dormitorio" (Naui chimsillo), por ejemplo, el poeta contempla la posibilidad de suicidarse para conseguir un amor verdadero, mientras que en otros poemas, se presenta una vida de ensueño y completamente alejada de la realidad como el objetivo más deseado.
Sin embargo, en 1925, empujado por su creciente preocupación por los desmanes del imperialismo japonés en Corea, cambió su mundo poético. Asumiendo la identidad de un poeta nacionalista, empezó a escribir poemas de desafío y resistencia contra el dominio colonial. Como las restricciones de la época no le permitían manifestar sus frustraciones políticas de forma directa, sus ideas se expresan con símbolos de la naturaleza bajo la forma de declaraciones sobre la belleza de su tierra natal y de la descripción de las dificultades de la gente, como por ejemplo, la vida de los coreanos emigrados a Manchuria. En la serie de poemas de este último periodo se incluye "¿Vendrá la primavera a estar tierras que nos quitaron?"(Ppaeatgin deuredo bomeun oneunga?), que es un ejemplo de su espíritu de resistencia.